# Reino de Bora Bora
El Reino de Bora Bora se estableció a principios del siglo XIX con la unificación de la isla de Bora Bora y el reconocimiento oficial por parte de Francia y el Reino Unido en 1847 mediante la Convención de Jarnac. Fue uno de varios estados polinesios independientes en las Islas de la Sociedad, junto con Tahití, Huahine y Raiatea en el siglo XIX, que compartían una lengua y una cultura similares y cuyos gobernantes estaban relacionados entre sí por matrimonio. Además de Bora Bora, el Reino abarcaba las islas de Tupai, Maupiti, Maupihaa, Motu One y Manuae. El Reino fue finalmente anexado a Francia en 1888 y su última reina Teriimaevarua III fue reemplazada por un vicepresidente francés en 1895. : 211 

## Bora Bora en la antigüedad: poder religioso y militar
La historia de Bora Bora está marcada por la rivalidad entre dos clanes: uno con sede cerca de Faanui, formado por familias adscritas al marae Farerua, y el otro formado por las familias de Nunue y Anau en torno al marae Vaiotaha, que estuvo durante mucho tiempo entre los más importantes marae de la Polinesia.
En este sentido, Bora Bora también está marcada por la rivalidad con Raiatea en la búsqueda del poder religioso. Hasta cierto período, se puede observar un cierto paralelismo entre las instituciones de Bora Bora y Raiatea, lo que sugiere que las dos islas ejercen una autoridad religiosa y política conjunta sobre las otras Islas de Sotavento. Sin embargo, Raiatea finalmente se convirtió en el centro del poder religioso, mientras que Bora-Bora conservó un poder militar particularmente fuerte, expresado tanto en guerras internas como en guerras con islas rivales.
Según Tupaia, Borabora era en realidad un lugar de exilio para ladrones y otros malhechores. Sin embargo, los marginados finalmente se convirtieron en piratas y atacaron a las otras islas de la misma manera. En el siglo XVIII, un gran jefe, Puni (Teihotu Matarua), logró dominar a los demás clanes de la isla. Luego conquistó Tahaa antes de atacar Raiatea, que conquistó en 1763 después de una campaña de tres años. En 1769, cuando James Cook desembarcó en Tahaa y Raiatea, las islas todavía estaban dominadas por Puni y sus guerreros Borabora.
A la muerte de Puni, su sobrino Tapoa I, jefe supremo de Bora Bora, Raiatea y Tahaa, se instaló en Raiatea, dejando así el poder local a los jefes Mai y Tefaaora, originarios de Nunue y Anau, y miembros de los marae de Vaiotaha.
La primera mención clara de la isla la hizo el explorador holandés Jakob Roggeveen en 1722. James Cook lo vio en 1769 y aterrizó allí en 1777.

## La independencia entre los apetitos coloniales anglo-franceses
Mientras que en Tahití, el final del siglo XVIII y el comienzo del XIX estuvieron marcados por los objetivos misioneros y coloniales de Francia e Inglaterra, Bora Bora permaneció durante mucho tiempo relativamente preservada de las luchas de poder de las dos potencias europeas. Sin embargo, su influencia se hizo sentir, particularmente a través de la evangelización de la isla.
En la década de 1810, el jefe Mai y 262 guerreros se unieron a Pomare II en su lucha contra el clan Teva. En 1815, la batalla de Fe'i Pi en Punaauia (en la isla de Tahití) marcó la victoria del partido protestante (Pomare II se había convertido en 1812) contra el partido tradicionalista. El cristianismo se convirtió así en la religión de los vencedores y, a su regreso a Bora Bora en 1816, los guerreros compartieron sus conocimientos de esta nueva religión con el resto de la población. El éxito fue tal que en 1818, los habitantes pidieron a los misioneros de Moorea y Huahine libros y pastores para la isla. El reverendo Orsmond llegó allí por primera vez ese mismo año y se instaló en Bora Bora en 1820.
El 12 de mayo de 1820, Tamatoa III, jefe de Raiatea, puso en vigor un código de obediencia misionera compuesto por 25 artículos inspirados en el código de Tahití (el código Pomare) y que preveían los modos de aplicación de la justicia. El mismo año, el jefe Mai introdujo este código de leyes en Bora Bora y lo extendió a Maupiti. En 1822 se inauguró la Iglesia de Bora-Bora en Vaitape, en el distrito de Nunue.
A finales de la década de 1820, gran parte de la población de Bora Bora se unió al movimiento Mamaia. Este movimiento milenario, nacido en la isla de Raiatea, fusionó viejas creencias y nueva religión y desafía la autoridad de los misioneros. Cuando en 1826 los principales líderes del movimiento fueron desterrados de Raiatea, la herejía se extendió a todas las Islas de Sotavento, incluida Bora Bora. La secta Mamaia ganó tal influencia sobre Tahaa y Bora Bora que en 18303 las dos islas unieron fuerzas para entablar una guerra contra Raiatea y Huahine, que habían permanecido leales a los misioneros. Sin embargo, Tapoa II, líder de la alianza y gran jefe de Tahaa, fue derrotado y su esposa, Pomare IV, reina de Tahití, se separó de él en 1834. Luego se instaló en Bora Bora como Gran Jefe de la isla, a petición de los clanes Mai y Tafaaora. Tapoa II, sin embargo, mantuvo buenas relaciones con Pomare IV, su exesposa, y en 1845 adoptó a una de sus hijas, Teriimaevarua, a la que designó heredera.
Cuando en 1842 el Reino de Tahití quedó bajo el protectorado de Francia, Bora Bora no se preocupó y la isla tampoco sufrió los problemas que seguirían. Sin embargo, Bora Bora se benefició de las consecuencias del asunto Pritchard, ya que, para poner fin a la disputa franco-británica, Luis Felipe ratificó el Convenio de Jarnac del 19 de junio de 1847, que reconocía la independencia de las Islas de Sotavento, incluida Bora Bora. . Las dos grandes potencias coloniales se comprometieron a no tomar posesión de estas islas, ni siquiera a ponerlas bajo protectorado. Es así que Tapoa II reinó sobre una isla independiente hasta su muerte en 1860.
El 30 de julio de 1860, su hija adoptiva Teriimaevarua II fue coronada reina de Bora Bora por el reverendo Platt. Reinó sobre la isla hasta su muerte en 1873. Al no tener hijos Teriimaevarua, la corona pasó entonces a su sobrina, Teriimaevarua III, hija de Tamatoa V, rey de Raiatea y nieta de Pomare IV. El 9 de enero de 1884 se casó con el príncipe Hinoi, también nieto de Pomare IV.

## El fin de la independencia
Bajo el reinado de Teriimaevarua III, la situación internacional cambió. En efecto, el Convenio de Jarnac, que garantizaba la independencia de las Islas de Sotavento, sólo comprometió a sus dos signatarios, Francia y Gran Bretaña. Sin embargo, a partir de 1878, Alemania pareció interesarse mucho por las Islas de Sotavento. En 1879, los alemanes intentaron forjar alianzas con Raiatea y Bora Bora. Ambas islas se negaron y Teriimaevarua III informó al gobierno francés del intento alemán. Para Francia, se hacía urgente derogar el Convenio de Jarnac, con el fin de evitar la instalación de una potencia rival a las puertas de su colonia, sobre todo porque con la prevista apertura del Canal de Panamá, la posición de las Islas de la Sociedad pasaría a ser estratégica.
Para hacer frente a los intentos alemanes, Raiatea y Tahaa también solicitaron la protección de Francia en 1880. Entre 1880 y 1887, estas dos islas quedaron bajo el protectorado provisional de Francia. En primer lugar, los jefes y la reina de Bora Bora se declararon dispuestos a aceptar el protectorado francés, sujeto a un acuerdo británico, y luego se mostraron hostiles a un cuestionamiento de su independencia por parte de Francia. Mientras tanto, Francia e Inglaterra negociaban la derogación del Convenio de Jarnac. Se hizo en octubre de 1887, y con la anexión de las Islas de Sotavento por Francia el 19 de marzo de 1888, Bora Bora se convirtió en territorio francés. A diferencia de los habitantes del antiguo reino de Tahití, a los habitantes de Bora Bora no se les concedió la ciudadanía francesa. Como los demás habitantes de las Islas de Sotavento, tenían el estatus de súbditos franceses, sometidos al régimen del indígena.